# Newline A/S
Newline A/S, er en dansk  sportsbeklædningsproducent. Herunder udvikling og design af funktionelt tøj til løb, cykelsport, triatlon og skisport. Selskabet er ejet af Thornico.

## Historie
Firmaet blev startet i 1981 på fritidsbasis af Helge Petersen, nuværende direktør og brand-manager sammen med sin kone, mens han stadig tjente inden for Jægerkorpset. Helge Petersen samarbejdede med en designer fra Århus, og fik tøjet syet i Aalborg. I 1984 forlader Helge Petersen Jægerkorpset og koncentrerer sig fuldt ud på virksomheden. I 1988 bliver produktionen outsourcet til det nordlige Polen. I 90’erne laver Newline A/S tøj for private labels, men i 2003 satser de 100% på deres eget brand Newline.